# Cuisine de Manado

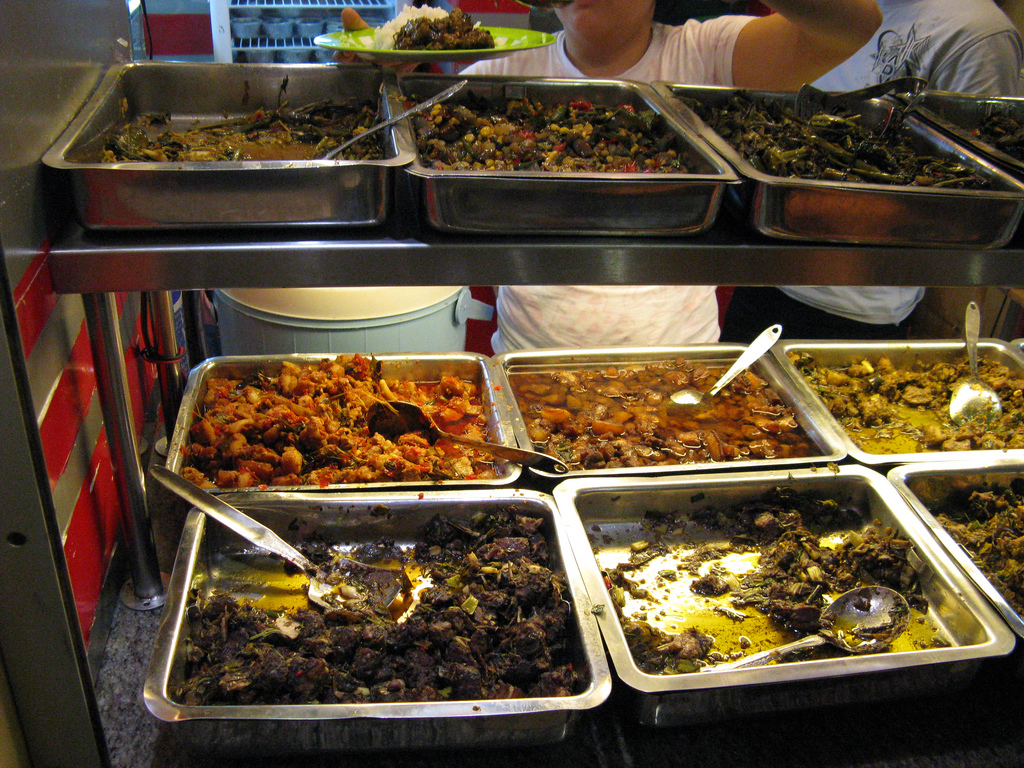
Exemples de plats de Manado.

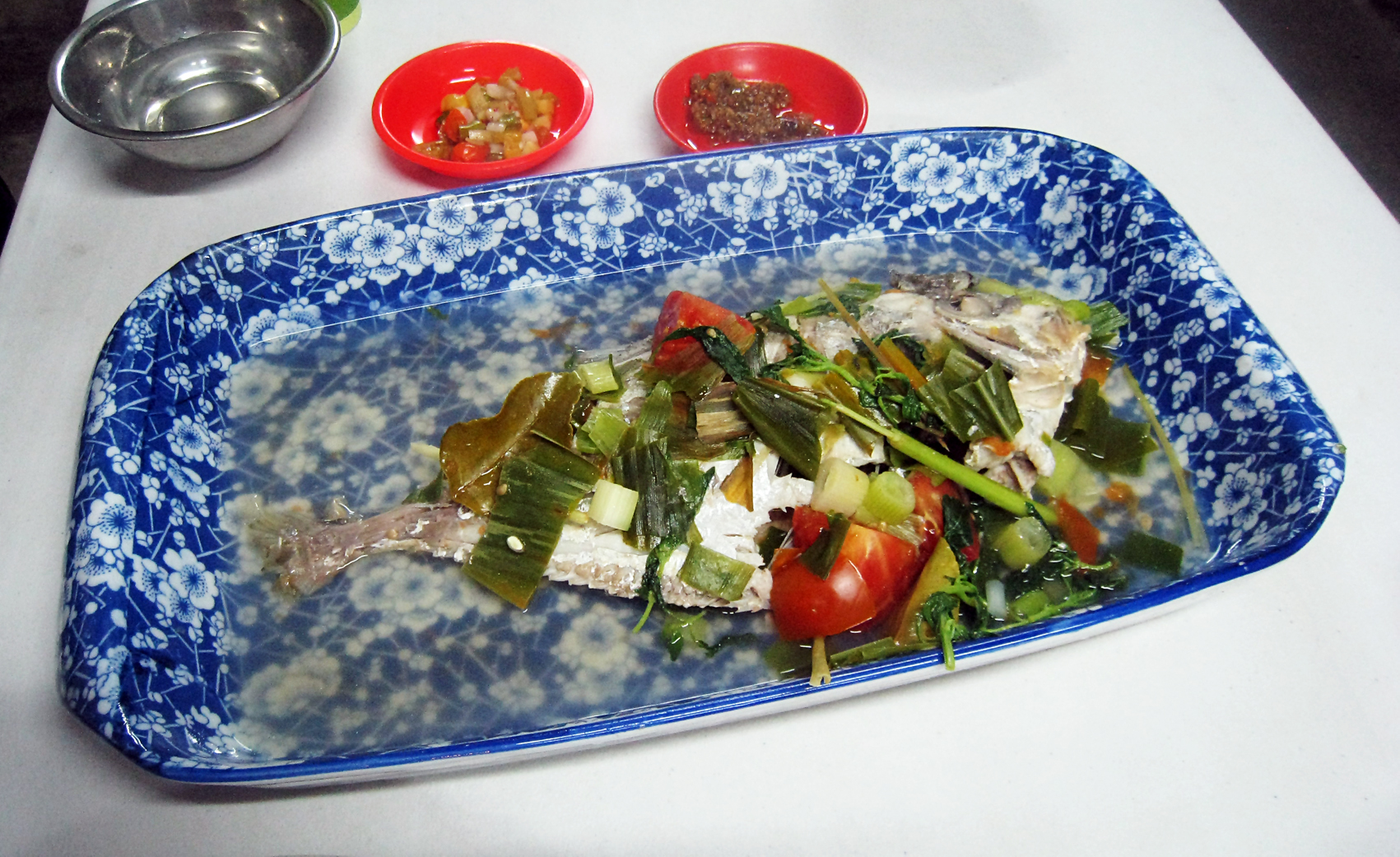
Bobara kuah asam.

La cuisine de Manado, ou cuisine minahasa, est la cuisine du peuple Minahasa de la province de Sulawesi du Nord, sur l'île de Célèbes, en Indonésie. Elle est appelée « Manado cuisine » d'après la ville de Manado, la capitale de la  province, bien que d'autres villes du nord des Célèbes comme Bitung, Tomohon et Tondano soient aussi des hauts lieux de la cuisine minahasan.
La cuisine de Manado est caractérisée par sa diversité de fruits de mer, d'épices, de condiments épicés, de viandes exotiques et de gâteaux et de pâtisseries d'influence européenne. Les plats les plus représentatifs de cette cuisine sont : le tinutuan (congee de riz et légumes), le cakalang fufu (thon listao fumé), les nouilles cakalang, le paniki (chauve-souris épicée), le poulet ou le poisson épicé dans du rica-rica ou du woku, le poulet tuturuga et le brenebon.
Cette gastronomie n'est pas aussi populaire et étendue dans l'archipel que la cuisine de Padang et la cuisine soundanaise, mais prend petit à petit sa place dans la cuisine indonésienne. De nombreux restaurants proposant cette cuisine existent dans certaines grandes villes, telles que Jakarta, Bandung, Medan, Surabaya et Makassar.

## Traditions et influences

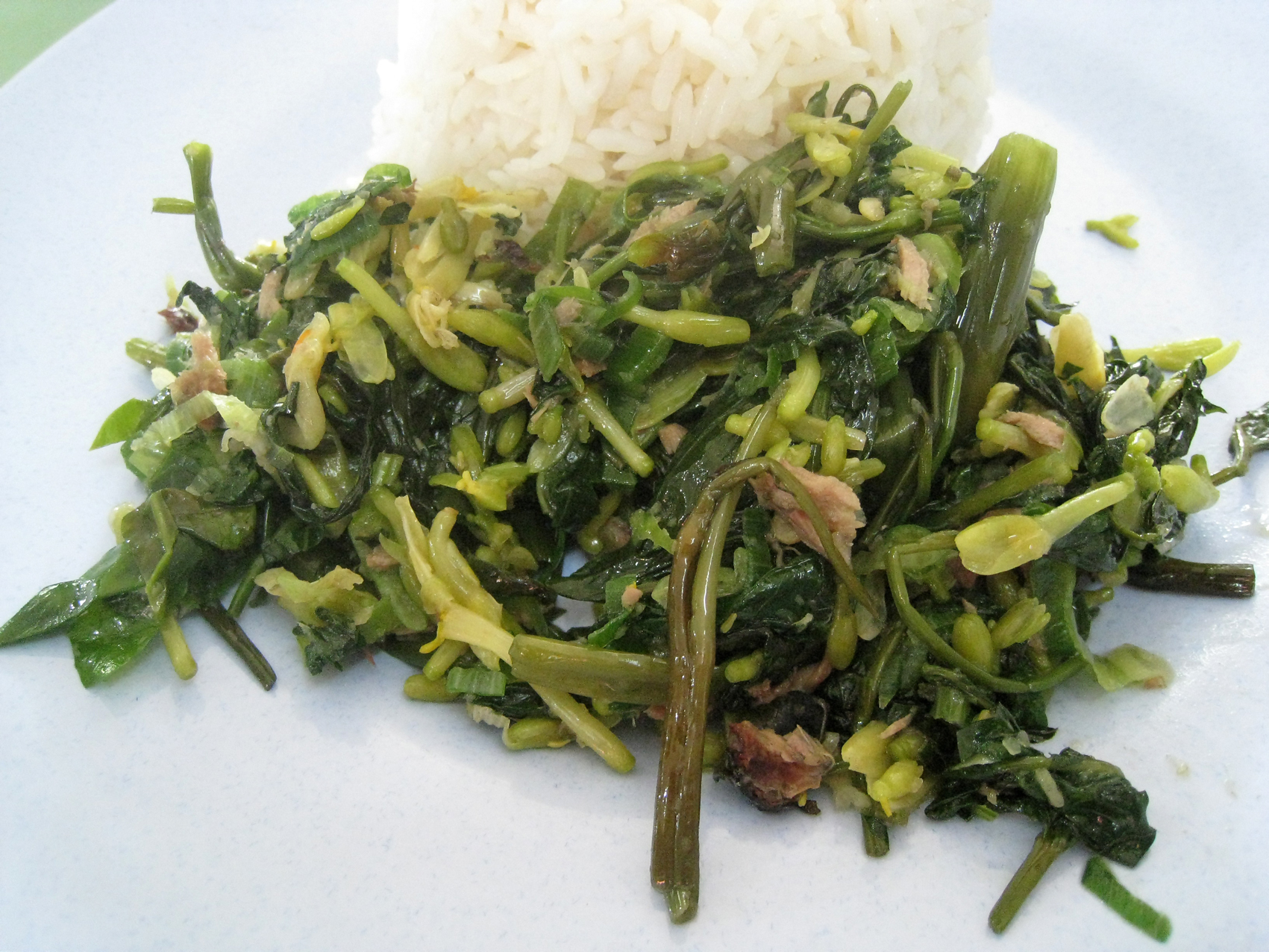
Fleurs de papayer cuisinées comme légumes.

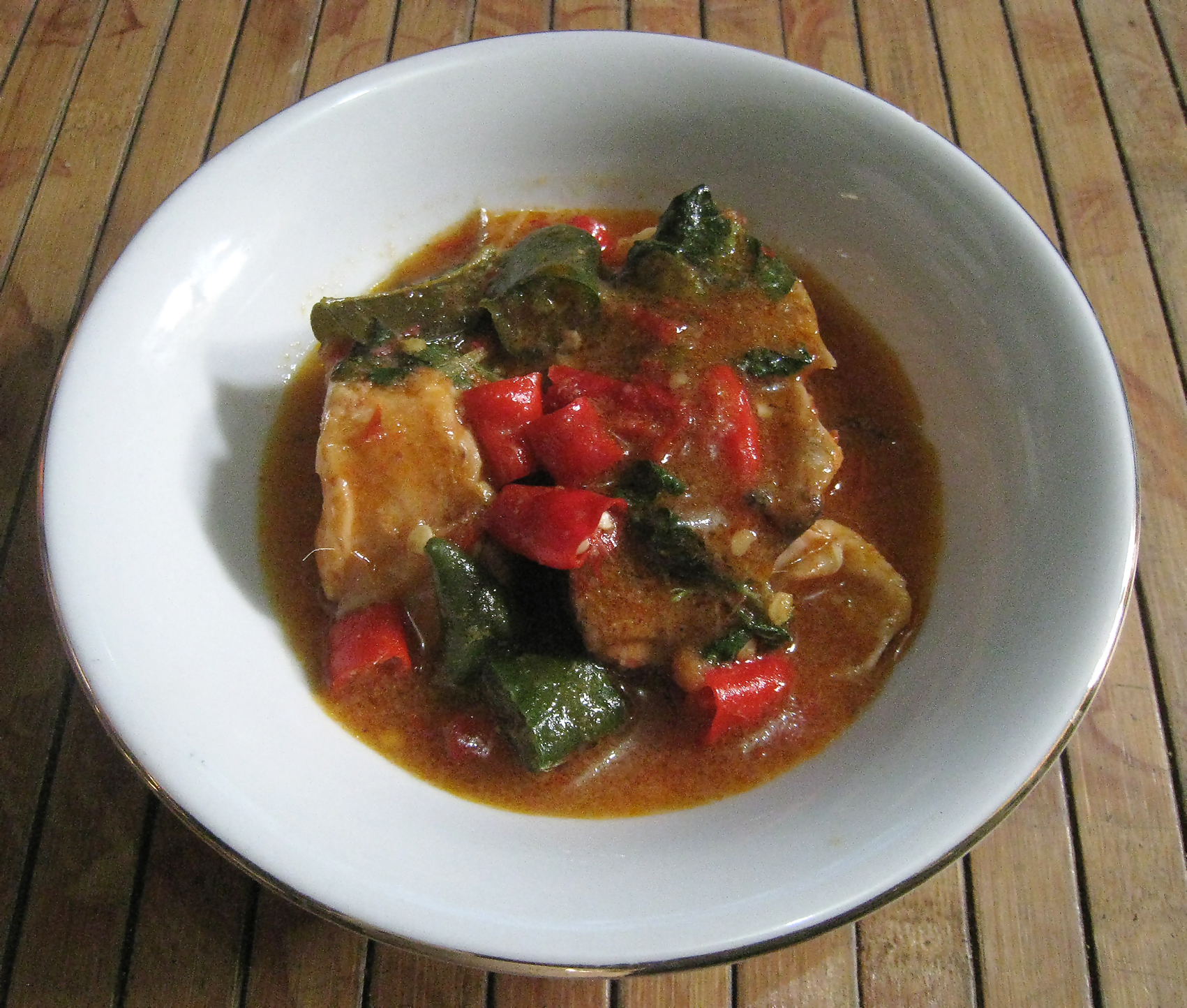
Poulet rica-rica.

La cuisine de Manado est marquée par un mélange d'éléments indigènes et extérieurs. La base de la cuisine traditionnelle minahasan repose essentiellement sur l'emploi de fruits de mer et de viande de brousse, et d'épices prononcées. On trouve cependant des influences chinoise et européenne (spécialement portugaise et néerlandaise), surtout dans les soupes, les gâteaux et les pâtisseries.
Le poulet et le bœuf sont surtout consommés. Cependant, contrairement à la majorité des Indonésiens, les Minahasas sont chrétiens et ne suivent pas de régime alimentaire halal comme leurs voisins du Gorontalo et des Nord-Moluques. Du porc, du sanglier, et même parfois du chien et de la chauve-souris.

## Épices

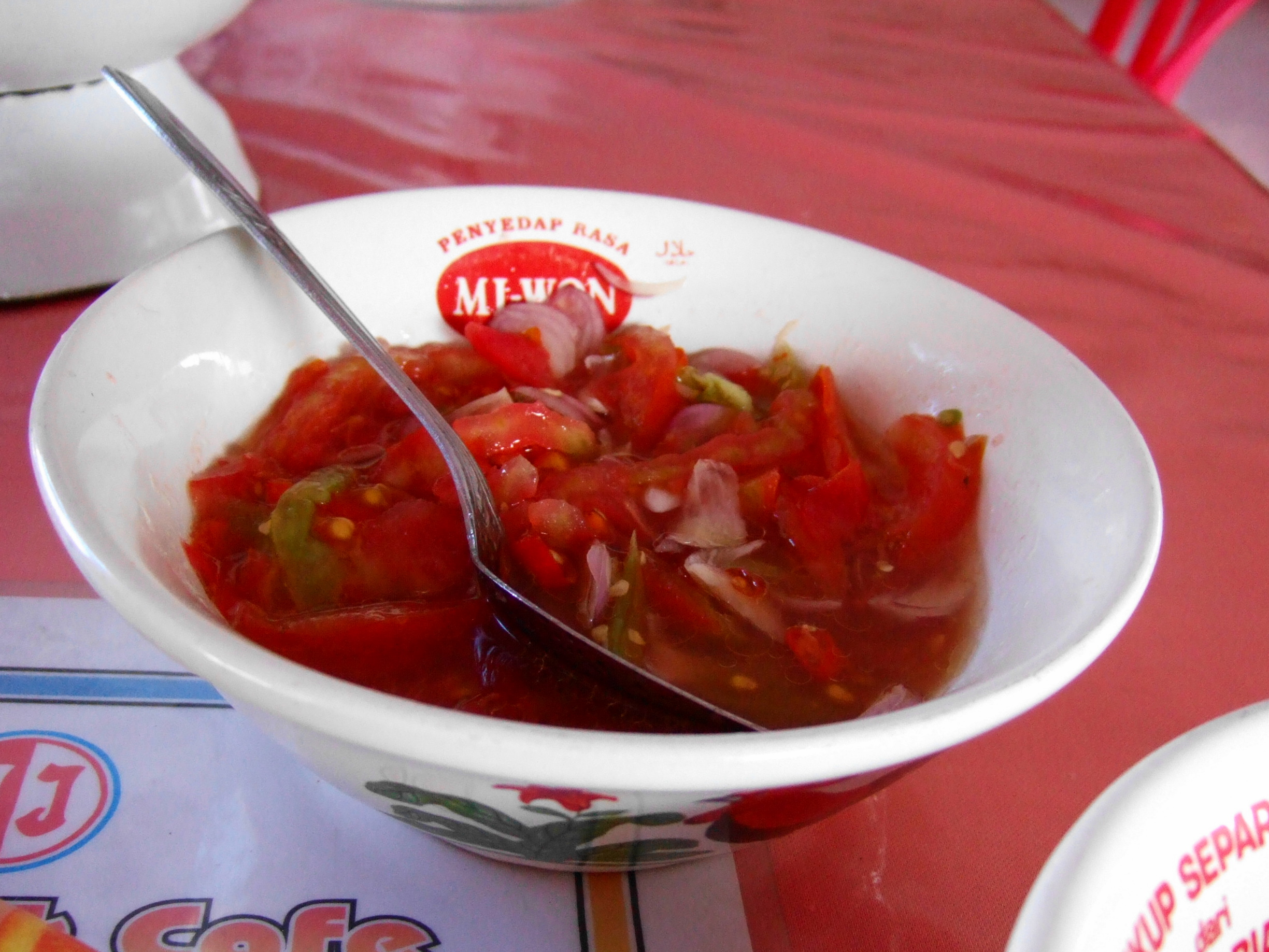
Condiment fort et épicé : le dabu-dabu.

La cuisine de Manado est connue pour son emploi généreux d'épices, présentes dans la majorité des plats, telles que le piment, la citronnelle, le citron vert, les cébettes, les échalotes, l'ail et la noix des Moluques. Les poissons, le porc et le poulet sont souvent cuisinés avec des bumbu (mélanges d'épices) bien spécifiques, tels que le rica-rica et le woku. On trouve également d'autres sauces d'accompagnement comme le dabu-dabu et le sambal roa.

## Poissons

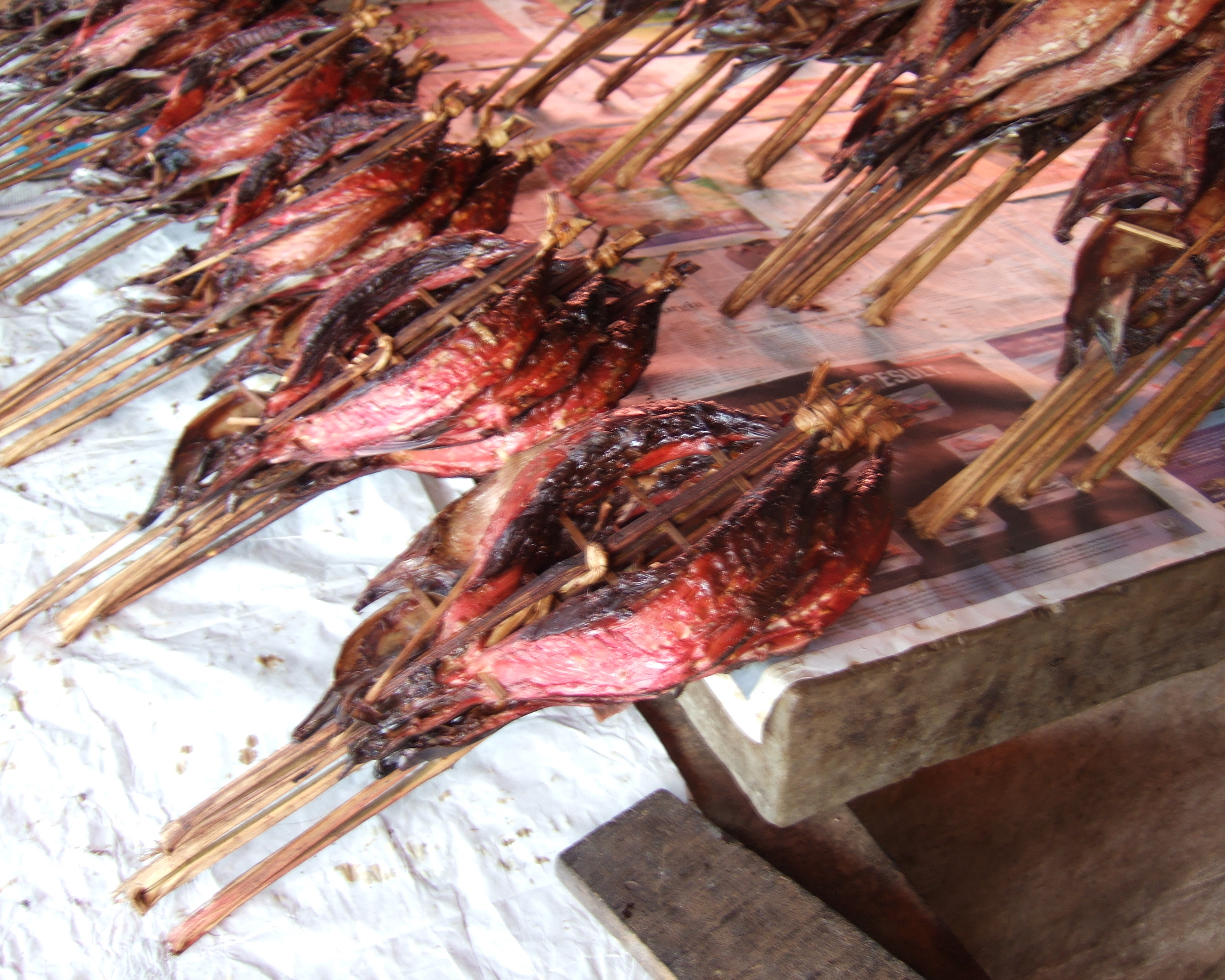
Cakalang fufu, thon listao fumé.

La péninsule de Minahasa, le « bras » nord-est de Célèbes, est presque totalement entourée par la mer, à savoir la mer de Célèbes, la mer des Moluques et le golfe de Tomini. Les locaux exploitent depuis longtemps la mer environnante et ont fait que les poissons et fruits de mer ont une place importante dans cette gastronomie. On retrouve les poissons suivants:cakalang (thon listao), tude (maquereau), oci (gros maquereau), thon, albacore, bobara (Carangidae), kakap (vivaneau rouge), kerapu (garoupa), tenggiri (thazard noir), bawal (Bramidae), crevettes, moules et crabes. Ils sont généralement grillés, servis dans du dabu-dabu ; cuits dans du woku ou du rica-rica, ou dans une soupe kuah asam.

## Viandes exotiques

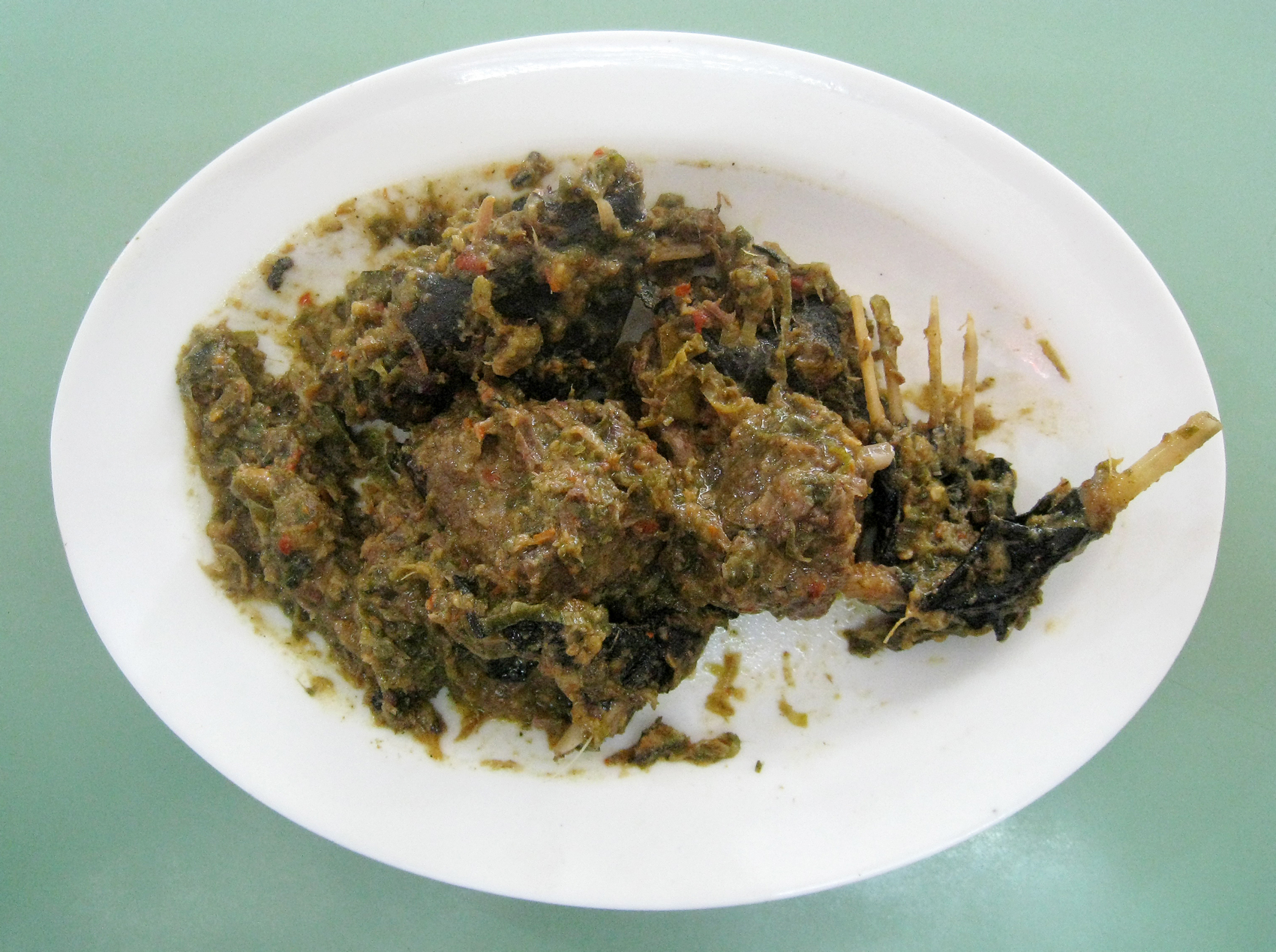
Paniki, chauve-souris dans un bumbu rica-rica vert et épicé.

Les Minahasas sont connus pour leur consommation de viande de brousse. Avant leur conversion au christianisme entre le XVIe et le XVIIe siècle, les Minahasas étaient animistes, et consommaient quasiment tous les animaux, jusqu'à dernièrement. Rintek wu'uk ou RW (littéralement en minahasan : « cheveux fins ») est un euphémisme pour désigner la viande de chien. Dans la culture minahasan, il est considéré comme prestigieux de consommer de la viande rare et inhabituelle. Les marchés des villes montagnardes de Tomohon et Tondano sont réputés pour leur approvisionnement en viandes exotiques : sangliers, rats des champs, serpent patola (python), cuisses de grenouille, paniki ou chauves-souris, jusqu'à la viande de chat ou de chien. Parfois, des espèces en danger ont été vendues, comme le yaki (macaque noir de Célèbes), le kuse (loris paresseux), le tapir et l'anoa .

## Gâteaux et pâtisseries

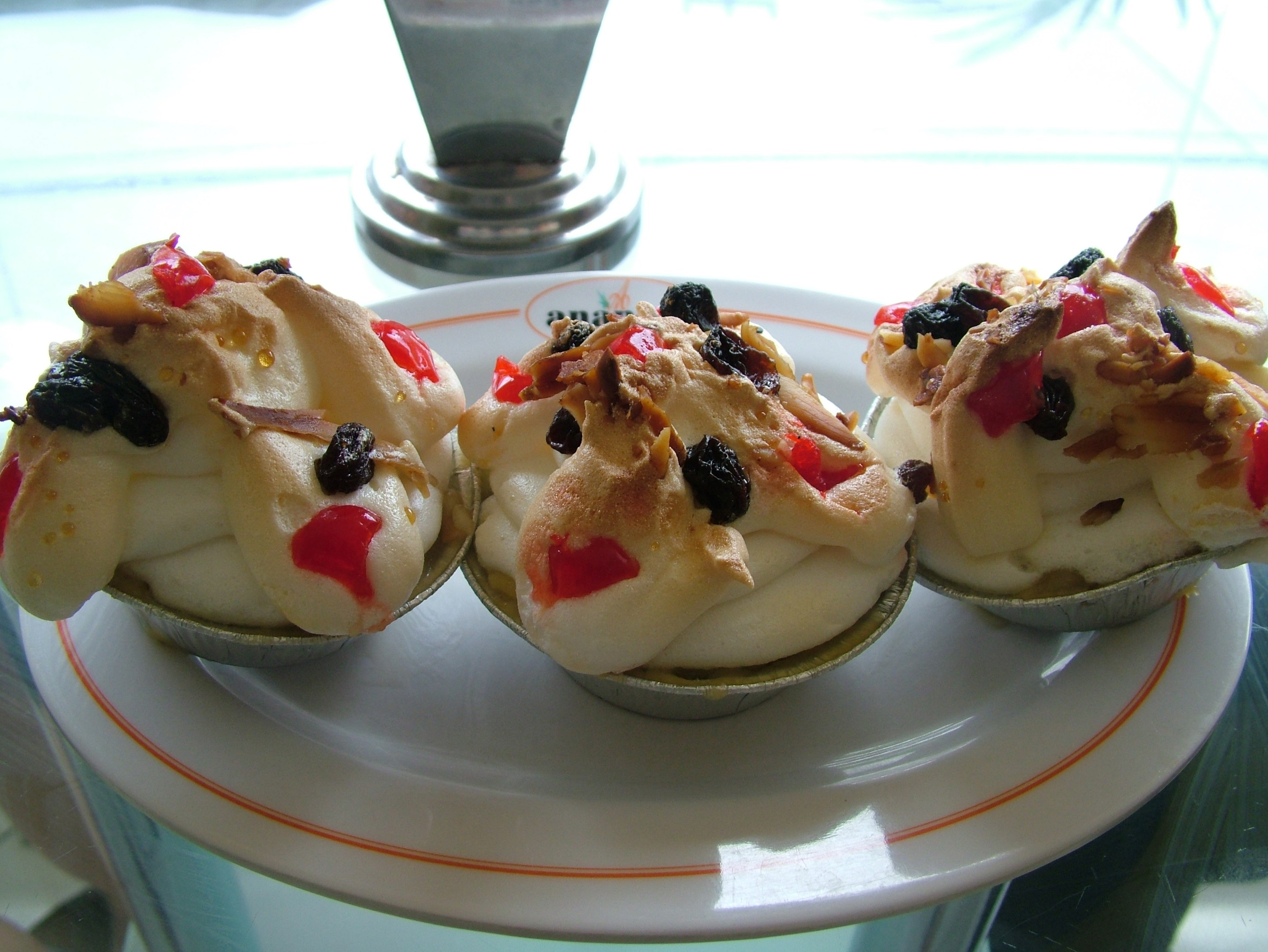
Klappertaart.

Parmi les peuples indonésiens, les Minahasans sont connus pour leur affinités avec la culture européenne, qui se retrouve dans la pâtisserie, les exemples les plus notables étant le klappertaart (du néerlandais, littéralement : « tarte à la noix de coco »), ou le panada, un pain d'influence portugaise farci avec du thon épicé.

## Liste de plats

### Plats
- Cakalang fufu, thon listao fumé
- Dabu-dabu, condiment épicé à base de tomate, de piment, d'échalotes et de jus de citron
- Kuah asam (littéralement « soupe amère ») est une soupe de poisson, de tamarin et de vinaigre
- Mie cakalang, nouilles au thon, d'influence chinoise
- Nasi kuning, riz au curcuma, recette connue en Indonésie
- Paniki, chauves-souris épicées
- Rica-rica, poulet ou poisson et beaucoup de piment
- Tinutuan, parfois appelé bubur manado, congee de riz et de légumes
- Woku, ou woku belanga, poulet ou poisson cuisiné avec du woku

### Légumes
- Brenebon, soupe de haricots rouges, parfois mélangée avec du bœuf ou du poulet
- Garo, ou sayur bunga pepaya, fleurs de papaye
- Perkedel jagung, beignets de maïs
- Rica rodo, maïs frit et épicé, haricots et aubergine
- Sayur daun papaya, feuilles de papaye
- Sayur pakis, fougères
- Tumis kangkung, épinards d'eau

### Snacks
- Es brenebon, dessert sucré à base de haricots rouges
- Klappertaart
- Lalampa, similaire au lemper
- Panada
- Perkedel nike, beignets d'anchois d'eau douce
- Pisang goroho, banane frite consommée avec du sambal roa (condiment épicé à base de piment et de poisson fumé)